# Ballyboden (ort i Irland)
Ballyboden är en ort i republiken Irland.   Den ligger i provinsen Leinster, i den östra delen av landet, 7 km sydväst om huvudstaden Dublin. Ballyboden ligger 89 meter över havet och antalet invånare är 9 611.
Terrängen runt Ballyboden är platt åt nordost, men åt sydväst är den kuperad.Runt Ballyboden är det tätbefolkat, med 319 invånare per kvadratkilometer. Närmaste större samhälle är Dublin, 7,4 km nordost om Ballyboden. Runt Ballyboden är det i huvudsak tätbebyggt.